# Tiel Passewaaij vasútállomás
Tiel Passewaaij vasútállomás vasútállomás Hollandiában, Tiel községben, Wadenoijen településen.

## Vasútvonalak
Az állomást az alábbi vasútvonalak érintik:
- Elst-Dordrecht-vasútvonal

## Kapcsolódó állomások
A vasútállomáshoz az alábbi állomások vannak a legközelebb:
- Geldermalsen vasútállomás
- Tiel vasútállomás